# Moškon
Moškon je priimek več znanih Slovencev:
- Eva Moškon (*1982), pevka
- Branka Moškon (*1948), folkloristka
- Dušan Moškon (1924 - 2006), arhitekt, urbanist, publicist
- Ignac Moškon, vinar
- Jurij Moškon (*1973), filmski in TV-montažer
- Marjan (Ivan) Moškon (1935 - 2021), novinar, publicist, ustanovitelj TV Novo mesto, častni občan NM
- Matic Moškon, slikar
- Miha Moškon (*1983), računalnikar
- Milena Moškon (1928 - 2021), umetnostna zgodovinarka, muzealka, domoznanka (Celje)
- Živa Baraga Moškon (*1931), arhitektka, industrijska oblikovalka